# Oberea lutea
Oberea lutea är en skalbaggsart som först beskrevs av Carl Peter Thunberg 1787.  Oberea lutea ingår i släktet Oberea och familjen långhorningar.
Artens utbredningsområde är Sri Lanka. Inga underarter finns listade i Catalogue of Life.